# 마르그레트 괴블
마르그레트 괴블(독일어: Margret Göbl, 1938년 6월 26일 ~ 2013년 6월 21일)은 독일의 피겨스케이팅 선수로 주 종목은 페어이다.

## 경력
뉘른베르크에서 태어났으며, 오버라머가우에서 자랐다.
프란츠 닝겔과 함께 조를 이루며 활동했으며, 로제마리 브뤼닝의 지도를 받았다. 스쿼밸리에서 열린 1960년 동계 올림픽에서 5위에 올랐다. 1962년에는 프라하에서 열린 세계 선수권 대회에서 동메달을 획득했다.
파트너인 닝겔과 결혼했으며, 프랑크푸르트암마인과 뒤스부르크에서 살았다. 2013년에 74세의 나이로 에센에서 죽었다.